# Schachweltmeisterschaft der Frauen 2000
Die Schachweltmeisterschaft der Frauen 2000 wurde erstmals im KO-System ausgetragen und endete mit einem erneuten Titelgewinn der amtierenden Weltmeisterin Xie Jun. Austragungsort der WM war Delhi. Hauptschiedsrichterin war Zsuzsa Verőci aus Ungarn.
Die Spielerinnen trafen mit Ausnahme des Finales in Mini-Matches über je zwei Partien aufeinander. Bei unentschiedenem Ausgang wurde um Partien mit verkürzter Bedenkzeit verlängert. Die Zahlen vor bzw. nach dem Namen der Spielerin in der folgenden Tabelle bezeichnen ihre Position in der Setzliste. Es nahmen 61 Spielerinnen teil, so dass die drei bestgesetzten Spielerinnen in der ersten Runde ein Freilos hatten.

## 1. Runde
ausgetragen am 27. bis 29. November 2000
| 16 | Swetlana Matwejewa        | 1½ – ½  | Fljura Uskowa            | 59 |
| 30 | Elena Zaiatz              | 1½ – ½  | Subbaraman Meenakshi     | 46 |
| 6  | Pia Cramling              | 4 – 3   | Nikoletta Lakos          | 35 |
| 12 | Natalja Schukowa          | 1½ – ½  | Erika Sziva              | 39 |
| 33 | Joanna Dworakowska        | 1 – 0   | Geraldine Johns-Putra    | 54 |
| 5  | Xu Yuhua                  | 1½ – ½  | Claudia Amura            | 57 |
| 47 | Anna Hahn                 | 2 – 0   | Nino Khurtsidze          | 19 |
| 11 | Jekaterina Kowalewskaja   | 1 – 0   | Ela Pitam                | 44 |
| 56 | Marta Zielińska           | 2 – 0   | Johanne Charest          | 52 |
| 21 | Tetjana Wassylewytsch     | 2 – 0   | Nguyễn Thị Thanh An      | 43 |
| 27 | Irina Krush               | 1½ – ½  | Zhu Chen                 | 4  |
| 23 | Peng Zhaoqin              | 4 – 3   | Bhagyashree Thipsay      | 49 |
| 10 | Wang Lei                  | 3½ – 2½ | Olga Stjazhkina          | 36 |
| 29 | Julija Djomina            | 2 – 0   | Zahira El Ghabi          | 60 |
| 58 | Maritza Arribas Robaina   | 4½ – 3½ | Anna Zatonskih           | 14 |
| 9  | Qin Kanying               | 2½ – 1½ | Masha Klinova            | 32 |
| 22 | Ketevan Arakhamia-Grant   | 2 – 0   | Jennifer Shahade         | 51 |
| 15 | Ketino Kachiani-Gersinska | 1½ – ½  | Lela Dschawachischwili   | 40 |
| 26 | Marija Manakova           | 2 – 0   | Joara Chaves             | 55 |
| 17 | Corina-Isabela Peptan     | 2 – 0   | Mónica Calzetta Ruiz     | 42 |
| 7  | Nana Iosseliani           | 1 – 0   | Rusudan Goletiani        | 37 |
| 50 | Niina Koskela             | 2 – 0   | Subbaraman Vijayalakshmi | 24 |
| 18 | Alisa Marić               | 1½ – ½  | Sopio Tkeshelashvili     | 45 |
| 34 | Rakhil Eidelson           | 1½ – ½  | Asma Houli               | 61 |
| 31 | Viktorija Čmilytė         | 2 – 0   | Hoàng Thanh Trang        | 8  |
| 48 | Inga Khurtsilava          | 2 – 0   | Nona Gaprindaschwili     | 25 |
| 13 | Almira Scripcenco         | 2 – 0   | Genrieta Lagvilava       | 38 |
| 53 | Marany Meyer              | 1½ – ½  | Nino Gurieli             | 28 |
| 20 | Nataša Bojković           | 2 – 0   | Dana Reizniece           | 41 |

Freilose erhielten die Top 3 der Setzliste Xie Jun, Maia Tschiburdanidse und Alissa Galljamowa.

## 2. Runde
ausgetragen am 30. November bis 2. Dezember 2000
| 1  | Xie Jun                   | 2½ – 1½ | Swetlana Matwejewa      | 16 |
| 30 | Elena Zaiatz              | 1½ – ½  | Pia Cramling            | 6  |
| 12 | Natalja Schukowa          | 2 – 0   | Joanna Dworakowska      | 33 |
| 5  | Xu Yuhua                  | 1½ – ½  | Anna Hahn               | 47 |
| 11 | Jekaterina Kowalewskaja   | 1½ – ½  | Marta Zielińska         | 56 |
| 21 | Tetjana Wassylewytsch     | 1½ – ½  | Irina Krush             | 27 |
| 23 | Peng Zhaoqin              | 1½ – ½  | Wang Lei                | 10 |
| 29 | Julija Djomina            | 4 – 3   | Maritza Arribas Robaina | 58 |
| 9  | Qin Kanying               | 1½ – ½  | Ketevan Arakhamia-Grant | 22 |
| 15 | Ketino Kachiani-Gersinska | 2 – 0   | Marija Manakova         | 26 |
| 17 | Corina-Isabela Peptan     | 1½ – ½  | Maia Tschiburdanidse    | 2  |
| 7  | Nana Iosseliani           | 1½ – ½  | Niina Koskela           | 50 |
| 18 | Alisa Marić               | 1½ – ½  | Rakhil Eidelson         | 34 |
| 31 | Viktorija Čmilytė         | 1½ – ½  | Inga Khurtsilava        | 48 |
| 13 | Almira Scripcenco         | 1½ – ½  | Marany Meyer            | 53 |
| 3  | Alissa Galljamowa         | 2½ – 1½ | Nataša Bojković         | 20 |

## 3. Runde
ausgetragen am 3. bis 5. Dezember 2000
| 1  | Xie Jun                 | 1½ – ½  | Elena Zaiatz              | 30 |
| 12 | Natalja Schukowa        | 2½ – 1½ | Xu Yuhua                  | 5  |
| 11 | Jekaterina Kowalewskaja | 1½ – ½  | Tetjana Wassylewytsch     | 21 |
| 23 | Peng Zhaoqin            | 2 – 0   | Julija Djomina            | 29 |
| 9  | Qin Kanying             | 1½ – ½  | Ketino Kachiani-Gersinska | 15 |
| 17 | Corina-Isabela Peptan   | 1½ – ½  | Nana Iosseliani           | 7  |
| 18 | Alisa Marić             | 1½ – ½  | Viktorija Čmilytė         | 31 |
| 13 | Almira Scripcenco       | 2½ – 1½ | Alissa Galljamowa         | 3  |

## Viertelfinale
ausgetragen am 6. bis 8. Dezember 2000
| 1  | Xie Jun                 | 1½ – ½ | Natalja Schukowa      | 12 |
| 11 | Jekaterina Kowalewskaja | 1½ – ½ | Peng Zhaoqin          | 23 |
| 9  | Qin Kanying             | 3 – 1  | Corina-Isabela Peptan | 17 |
| 18 | Alisa Marić             | 3 – 1  | Almira Scripcenco     | 13 |

## Halbfinale
ausgetragen am 9. bis 11. Dezember 2000
| 1 | Xie Jun     | 2½ – 1½ | Jekaterina Kowalewskaja | 11 |
| 9 | Qin Kanying | 1½ – ½  | Alisa Marić             | 18 |

## Weltmeisterschaftskampf
Der Weltmeisterschaftskampf wurde vom 12. bis 16. Dezember 2000 ausgetragen.
|             | 1 | 2 | 3 | 4 | Total |
| ----------- | - | - | - | - | ----- |
| Qin Kanying | 0 | ½ | ½ | ½ | 1½    |
| Xie Jun     | 1 | ½ | ½ | ½ | 2½    |